# Darmbeen
Het darmbeen of os ilium vormt samen met het zitbeen, het os ischii, en het schaambeen, os pubis, door volledige onderlinge vergroeiing het heupbeen, os coxae. De twee ossa coxarum vormen samen de heup. Het heiligbeen of os sacrum ligt dorsaal tussen deze twee heupbeenderen in. De twee SI-gewrichten vormen de verbinding van het heiligbeen met het linker en het rechter darmbeen. De vervoeging van de twee heupbeenderen vindt ventraal plaats ter hoogte van het schaambeen, in de schaambeenvoeg.
Het os ilium is eerder een plat been, met een dikker corpus of lichaam en een dunnere ala ossis ilium. Het os ilium heeft vier randen, de craniale, caudale, ventrale en dorsale rand, naar de richting.
schedel · wervelkolom · borstkas · borstbeen · schoudergordel · arm · bekkengordel · been

bot · gewricht · botten van de mens